# Caroline Slingerland
Caroline Slingerland (16 april 1975) is een Nederlandse schaakster met FIDE-rating 2072 in 2017. Ze is sinds 2006 een FIDE Meester bij de vrouwen (WFM). Zij werkt op het gemeentehuis van Hoogeveen. Haar broer is IM Fred Slingerland.

## Carrière
- In 1989 en 1992 was ze deelneemster aan het Hutton-toernooi te Heemskerk.
- In 1992 was ze snelschaakkampioene van Nederland bij de meisjes tot twintig jaar.[3]
- In 1999 speelde ze mee in het "Magnus/BSG Pinkstertoernooi" te Bussum en werd achttiende; Karel van der Weide was de winnaar; ook in 2000 speelde ze mee in dit toernooi en werd met 4.5 pt. uit 7 zestiende, 1 punt onder winnaar Harmen Jonkman.[4]
- In 1999 werd naast het NK schaken voor dames, om het damesschaak te promoten, ook nog een knock-outtoernooi onder dertig deelneemsters gehouden. Caroline versloeg Jessica Harmsen in de finale en werd eerste.[5]
- In 2000 speelde ze mee in het toernooi om het Nederlandse kampioenschap voor dames, dat in Rotterdam gehouden werd. Caroline werd zesde en Zhaoqin Peng eindigde als eerste.
- In 2003 volgde het Operator Groep Delft Rapid Schaaktoernooi en daar was ze de beste deelneemster.
- In 2015 werd ze tweede in de B-groep van het Paasschaaktoernooi Hoogeveen.[6]

## Externe koppelingen
- (en)   Informatie over schaakpartijen van Caroline Slingerland op ChessGames.com
- (en)   Informatie over schaakpartijen van Caroline Slingerland op 365chess.com
- (en)  FIDE-ratinggegevens voor Caroline Slingerland
- Individuele resultaten